# Verbascum subantinori
Verbascum subantinori är en flenörtsväxtart som beskrevs av Hub.-mor.. Verbascum subantinori ingår i släktet kungsljus, och familjen flenörtsväxter. Inga underarter finns listade i Catalogue of Life.